# Michika
Michika, (en Yoruba Agbègbè Ìjọba Ìbílẹ̀ Michika), est une zone de gouvernement local dans l'État d'Adamawa au Nigeria. C'est un royaume traditionnel. 

## Histoire

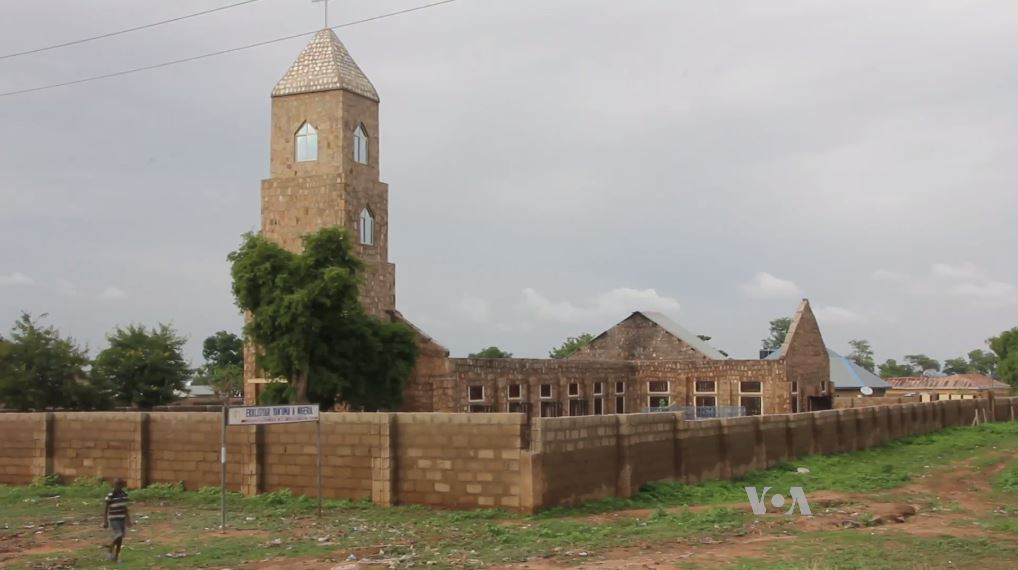
Église de Michika, le 14 juin 2016.

L'actuel souverain de Michika est S.A.R. Ngida Zakawa Kwache (depuis 31 décembre 2013), succédant à Coffor Maude (qui à régné pendant 50 ans). 
Pendant l'insurrection de Boko Haram, la ville de Michika est prise par les djihadistes le 8 septembre 2014, puis reprise par l'armée nigériane le 10 mai 2015,. 